# Andreas von Aulock
Andreas Maria Karl von Aulock, nacido el 23/03/1893 en Kochelsdorf (Kreuzburg OS, en la Alta Silesia, actualmente Kluczbork, territorio polaco anexionado a Alemania tras la Segunda Guerra Mundial). Muere el 23/06/1968 en Wiesbaden (Hesse). Fue un oficial alemán de la Segunda Guerra Mundial, hermano del también militar Hubertus von Aulock.

## Primera Guerra Mundial y República de Weimar
El 22 de marzo de 1912 ingresa como cadete en el ejército, exactamente en el 6ª Regimiento de Infantería del 95 de Turingia, siendo traspasado primero a la 3ª Compañía y, más tarde, a la 4ª Compañía. En 1915 se convierte en ayudante del 1º Batallón de su Regimiento y, unos meses después, ayudante del Estado Mayor del Regimiento. En 1917 pasa a la 38 División de Infantería, exactamente a la Unidad de Asalto. Es ascendido a Teniente el 18 de agosto de 1917, obteniendo la Cruz de Hierro de Primera y de Segunda Clase. En junio de 1918 es destinado a una unidad de reserva, hasta el 9 de abril de 1920, cuando es dado de baja del servicio militar.
Se desconoce que hizo hasta 1937, donde de nuevo se incorpora al ejército, excepto que fue representante en Europa de la General Motors.
El 1 de diciembre de 1937 se incorpora al ejército como Capitán de la Reserva del 87 Regimiento de Infantería. El 23 de noviembre de 1938 es ascendido a Comandante de la 10ª Compañía de su Regimiento.
Justo antes de la Segunda Guerra Mundial, asiste a un curso de oficiales para el Estado Mayor, siendo nombrado en agosto de 1939 Comandante del 2º Batallón del 212 Regimiento de Infantería  de la famosa 79.ª División de Infantería

## Segunda Guerra Mundial

### 1939-1940
Ya en guerra, la 79.ª División de Infantería entrará rápidamente en combate en las campañas de Polonia y Francia.
Durante la Batalla de Francia, en agosto de 1940 es ascendido a Teniente Coronel. En octubre de ese año, se le da el mando del 226 Regimiento de Infantería de la 79ª División.
Permanecerá en Francia hasta mediados de 1941 (preparativos para la Operación León Marino).

### Operación Barbarroja - Campaña de Rusia
En junio de 1941 se incorpora a la Operación Barbarroja, en el grupo de ejércitos del sur. El 16 de marzo de 1942 es ascendido a Coronel.
En septiembre de 1942 participa y destaca en los primeros ataques de la infantería alemana en la Batalla de Stalingrado, exactamente para la toma de la orilla occidental del río Volga. En ese momento continua incorporado al mando del 226 Regimiento de la 79.ª División de Infantería (División al mando del Teniente General conde Gerhard von Schwerin), perteneciente al LI Cuerpo de Ejército (al mando del General de Artillería Walther von Seydlitz-Kurzbach) perteneciente al VI Ejército de Friedrich Paulus.
Tras los fallidos asaltos de la 79.ª División de Infantería a la fábrica de tractores «Octubre Rojo» junto al Volga, a principios de noviembre de 1942, donde los alemanes sufren numerosas bajas, von Aulock cae gravemente enfermo siendo evacuado. Pasa a la Reserva hasta febrero de 1943.
En abril de 1943 es nombrado jefe de combate de la reconstituida 79.ª División de Infantería y el 13 de julio de 1943 es nombrado jefe del 226 Regimiento de Granaderos, actuando por la zona de Rostov.
En septiembre-octubre de 1943 participa y destaca en la Batalla del cruce del Kubán ya como jefe-comandante de la 79.ª División de Infantería, en el cáucaso soviético, donde el ejército alemán intentó mantener este territorio ante el fuerte hostigaiento de las fuerzas soviéticas. A finales de octubre de 1943, los alemanes abandonan Crimea, dando por perdido todo el territorio del Cáucaso. Obtiene la Cruz de Caballero de la Cruz de Hierro. Un mes después abandona la 79.ª División, y pasa de nuevo a la Reserva hasta incorporarse a la defensa de Saint-Malo (Francia) en el frente del Oeste.

### Defensa de Saint-Malo
Con apenas un centenar de soldados, se atrincheró en la ciudad amurallada bretona de Saint-Malo, resistiendo 16 días (entre el 5 y 18 de agosto de 1944) las embestidas de tres regimientos estadounidenses de infantería con apoyo de artillería, blindados, un cuerpo de ingenieros, etc., incluso con la aviación que bombardeó la ciudad con bombas de hasta 1000 libras, además del uso por primera vez del napalm (llamadas en la época, bombas de «gasolina gelatinosa»). Esta resistencia impidió que los aliados pudieran utilizar las instalaciones portuarias de la ciudad para hostigar otras poblaciones de la Bretaña, como Brest o Lorient, donde se encontraban las bases de submarinos U-boot.
Los aliados, siguiendo su práctica habitual, bombardearon intensamente la ciudad antes de entrar, destruyéndola totalmente. Más tarde lanzaron los carros blindados que, entrando en la ciudad, no encontraron un solo alemán. Se habían refugiado en la ciudadela, resistiendo más bombardeos hasta rendirse finalmente el 18 de agosto de 1944.
Tras esta batalla se acusó a von Aulock de incendiar la ciudad con la consiguiente perdida del patrimonio artístico, y de la vida de 37 civiles franceses de los 700 existentes que nunca la abandonaron (aprox. 12000 habitantes antes de la guerra). No obstante, estudios posteriores demostraron que fueron las bombas de todo tipo utilizadas por la aviación aliada las causantes de la destrucción de más del 80% de los edificios de la ciudad. De otro lado, antes de la batalla, von Aulock, basándose en su experiencia en la guerra callejera durante la batalla de Stalingrado, pidió a los franceses insistentemente que abandonaran la ciudad, pero no todos ellos lo hicieron. Muchos de los franceses siempre se negaron a abandonar sus pertenencias, confiando que las antiguas murallas y profundas bodegas de la ciudad iban a salvaguardarlos, además de evitar acciones de pillaje y bandidaje en su ausencia.
Finalmente, tras 16 días de sitio el Coronel Andreas Maria Karl von Aulock, Comandante de la Fortaleza Saint-Malo se rinde, y es hecho prisionero por soldados americanos de la 83 División de Infantería, bajo el mando del General de División Robert C. Macon. Por esta acción, Andreas Maria Karl von Aulock recibió las Hojas de Roble para su ya anteriormente concedida Cruz de Caballero de la Cruz de Hierro.

### Después de la Guerra
Fue acusado por un tribunal de Baden-Württemberg de crímenes violentos durante el nazismo, exactamente por "tiroteos arbitrarios" en la retaguardia durante el mes de julio de 1941 en la Operación Barbarroja. Los procedimientos se suspendieron el 29 de marzo de 1965. 

## Condecoraciones
- Cruz de Hierro de Segunda Clase: (EK II): 9 de noviembre de 1914.
- Cruz de Hierro de Primera Clases: (EK I): 23 de febrero de 1915.
- Cruz de Honor al Valor.
- Broche (Spange) de la Cruz de Hierro de Segunda Clase: 17 de noviembre de 1939.
- Broche (Spange) de la Cruz de Hierro de Primera Clase: 21 de junio de 1941.
- Medalla del Frente del Este (Winterschlacht Im Osten).
- Distintivo de la Campaña del Kuban (Kubanschild) de 1943.
- Cruz Alemana en Oro (Deutsches Kreuz im Gold): 27 de octubre de 1941.
- Cruz de Caballero de la Cruz de Hierro (Ritterkreuz des Eisernen Kreuzes): 6 de noviembre de 1943.
- Cruz de Caballero de la Cruz de Hierro con Hojas de Roble (Eichenlaub zum Ritterkreuz des Eisernen Kreuzes): 16 de agosto de 1944.
- Mencionado en el Wehrmachtbericht (18 de agosto de 1944) debido a la heroica defensa de Saint-Malo.